# Dia Mundial del Teatre
El Dia Mundial del Teatre  va ser creat en 1961 per l'Institut Internacional del Teatre (ITI).

## Celebració
Se celebra anualment el 27 de març pels Centres ITI i la comunitat teatral internacional. Diversos esdeveniments teatrals nacionals i internacionals són organitzats per commemorar aquesta ocasió. Un dels més importants és la circulació del Missatge Internacional del Dia Mundial del Teatre a través del qual, per invitació de l'ITI, una figura important en el món comparteix les seves reflexions sobre el tema del Teatre i la cultura de la pau.
| «                  | Missatge del Dia Mundial del Teatre 2016 Necessitem teatre? Aquesta és la pregunta que sorgeix en milers de professionals del teatre decebuts i en milions de persones cansades. Què en necessitem? Avui dia l'escena és tan insignificant, en comparació de les ciutats i estats on es juguen autèntiques tragèdies de la vida real. Què és per a nosaltres? Galeries i balconades, banyats d'or i plata; a les sales, butaques de vellut, actors de veus ben polides o viceversa, alguna cosa que pot lluir aparentment diferent: caixes negres, tacades de fang i sang, amb un munt de cossos nus rabiosos a l'interior. Què està disposat a dir-nos? Tot! El teatre pot dir-nos tot. Com els déus habiten en el cel, i com els presos llangueixen en coves subterrànies, oblidades, i com la passió ens pot elevar, i com l'amor pot destruir, i com ningú necessita una bona persona en aquest món, i com regna la decepció, i com la gent viu en apartaments, mentre que els nens es marceixen en camps de refugiats, i com tots han de tornar de nou al desert, i com dia rere dia ens veiem obligats a apartar-nos dels nostres éssers estimats, el teatre pot dir-nos tot. El teatre sempre ha estat i sempre romandrà. I ara, en aquests últims cinquanta o setanta anys, és particularment necessari. Perquè si vostè veu totes les arts públiques, pot observar immediatament que només el teatre ens dona una paraula de boca en boca, una mirada d'ull a ull, un gest de mà en mà i de cos a cos. No necessita cap intermediari per treballar entre éssers humans, constitueix el costat més transparent de la llum, no pertany més al sud, o al nord o a l'est o oest, oh no, és l'essència de la seva pròpia llum, brillant des de tots els racons del món, immediatament recognoscible per qualsevol persona, ja sigui de manera hostil o amigable. I necessitem teatre que roman sempre diferent, necessitem teatre de moltes formes diferents. Així i tot, crec que entre totes les formes de teatre possibles, les seves formes arcaiques demostraran ara ser les de major demanda. El teatre de formes rituals no ha d'oposar-se artificialment al de nacions "civilitzades". La cultura secular està sent cada vegada més castrada, l'anomenada "informació cultural" substitueix gradualment i suplanta entitats simples, així com la nostra esperança de complir-los un dia. Però puc veure clarament ara: el teatre està obrint les seves portes de bat a bat. Entrada gratuïta per tots i cadascun. Res d'aparells i dispositius, aneu al teatre!, ocupar files de butaques en les galeries, escoltar la paraula i mirar imatges en viu! El teatre està al davant vostre, no ho descuri i no es perdi l'oportunitat de participar-hi, així és la més preciosa oportunitat que tenim en les nostres vanes i precipitades vides. Necessitem cada forma de teatre. Només hi ha un teatre que segurament no és necessari per a ningú, em refereixo al teatre de jocs polítics, un teatre de polítiques "rateres", un teatre de polítics, un inútil teatre de polítics. El que sens dubte no necessitem és un teatre de terror quotidià, ja sigui en l'individual o col·lectiu, la qual cosa no necessitem és l'escena de cadàvers i sang als carrers i places de les capitals o províncies, un teatre fals sobre els enfrontaments entre religions o grups ètnics... | » |
| — Anatoli Vasíliev | |   |

## Missatges del Dia Mundial del Teatre
| Any  | Autor                                                                           | Missatge |
| ---- | ------------------------------------------------------------------------------- | --- |
| 2021 | Helen Mirren                                                                    | Dia Mundial del Teatre 2021 |
| 2020 | Shahid Nadeem                                                                   | Dia Mundial del Teatre 2020 |
| 2019 | Carlos Celdrán                                                                  | Dia Mundial del Teatre 2019 |
| 2018 | Ram Gopal Bajaj · Maya Zbib · Simon McBurney · Sabina Berman · Wèrê Wèrê Liking | Dia Mundial del Teatre 2018 Anglès (original) Dia Mundial del Teatre 2018 Anglès (original) Dia Mundial del Teatre 2018 Anglès (original) Dia Mundial del Teatre 2018 Castellà (original) Dia Mundial del Teatre 2018 Francès (original) |
| 2017 | Isabelle Huppert                                                                | Dia Mundial del Teatre 2017 |
| 2016 | Anatoli Vasíliev                                                                | Dia Mundial del Teatre 2016 Arxivat 2016-03-28 a Wayback Machine. |
| 2015 | Krzysztof Warlikowski                                                           | Dia Mundial del Teatre 2015 Arxivat 2015-03-19 a Wayback Machine. |
| 2014 | Brett Bailey                                                                    | Dia Mundial del Teatre 2014 Arxivat 2014-03-22 a Wayback Machine. |
| 2013 | Darío Fo                                                                        | Dia Mundial del Teatre 2013 Arxivat 2013-04-17 a Wayback Machine. |
| 2012 | John Malkovich                                                                  | Missatge del 50è aniversari del Dia Mundial del Teatre. Arxivat 2014-03-27 a Wayback Machine. |
| 2011 | Jessica A. Kaahwa                                                               | Un discurs a favor del Teatre com a servei a la humanitat. Arxivat 2016-03-04 a Wayback Machine. |
| 2010 | Judi Dench                                                                      | Missatge de Judi Dench, Dia Mundial del Teatre de 2010 Arxivat 2013-05-13 a Wayback Machine. |
| 2009 | Augusto Boal                                                                    | Missatge d'Augusto Boal, Dia Mundial del Teatre de 2009 Arxivat 2014-03-24 a Wayback Machine. |
| 2008 | Robert Lepage                                                                   | Missatge de Robert Lepage, Dia Mundial del Teatre de 2008 Arxivat 2016-03-04 a Wayback Machine. |
| 2007 | Sultan Bin Mohamed Al Qasimi                                                    | Missatge de Sultan Bin Mohammed AL QASIMI, Dia Mundial del Teatre de 2007 Arxivat 2014-03-24 a Wayback Machine. |
| 2006 | Víctor Hugo Rascón Banda                                                        | Missatge de Victor Hugo RASCON BANDA, Dia Mundial del Teatre de 2006 Arxivat 2014-03-24 a Wayback Machine. |
| 2005 | Ariane Mnouchkine                                                               | Missatge d'Ariane Mnouchkine, Dia Mundial del Teatre de 2005 Arxivat 2014-03-24 a Wayback Machine. |
| 2004 | Fathia El Assal                                                                 | Missatge de Fathia El Assal, Dia Mundial del Teatre de 2004 Arxivat 2016-03-04 a Wayback Machine. |
| 2003 | Tankred Dorst                                                                   | Missatge de Tankred Dorst, Dia Mundial del Teatre de 2003 Arxivat 2014-03-24 a Wayback Machine. |
| 2002 | Girish Karnad                                                                   | Missatge de Girish KARNAD, Dia Mundial del Teatre de 2002 Arxivat 2015-04-21 a Wayback Machine. |
| 2001 | Iakovos Kampanellis                                                             | Missatge de Iakovos KAMPANELLIS, Dia Mundial del Teatre de 2001 Arxivat 2016-03-04 a Wayback Machine. |
| 2000 | Michel Tremblay                                                                 | Missatge de Michel TREMBLAY, Dia Mundial del Teatre de 2000 Arxivat 2014-03-24 a Wayback Machine. |
| 1999 | Vigdis Finnbogadottir                                                           | Missatge de Vigdis FINNBOGADOTTIR, Dia Mundial del Teatre de 1999 Arxivat 2014-03-24 a Wayback Machine. |
| 1998 | 50è Aniversari del ITI                                                          | Missatge especial |
| 1997 | Jeong Ok Kim                                                                    | Missatge de Jeong Ok KIM, Dia Mundial del Teatre de 1997 Arxivat 2014-03-24 a Wayback Machine. |
| 1996 | Saadallah Wannous                                                               | Missatge de Saadalla WANNOUS, Dia Mundial del Teatre de 1996 Arxivat 2014-03-24 a Wayback Machine. |
| 1995 | Humberto Orsini                                                                 | Missatge d'Humberto ORSINI, Dia Mundial del Teatre de 1995 Arxivat 2014-03-24 a Wayback Machine. |
| 1994 | Vaclav Havel                                                                    | Missatge de Vaclav HAVEL, Dia Mundial del Teatre de 1994 Arxivat 2014-03-24 a Wayback Machine. |
| 1993 | Edward Albee                                                                    | Missatge d'Edward ALBEE, Dia Mundial del Teatre de 1993 Arxivat 2014-03-24 a Wayback Machine. |
| 1992 | Jorge Lavelli i · Arturo Uslar Pietri                                           | Missatge de Jorge LAVELLI, Dia Mundial del Teatre de 1992 Arxivat 2014-03-24 a Wayback Machine. Missatge d'Arturo USLAR PIETRI, Dia Mundial del Teatre de 1992 Arxivat 2014-03-24 a Wayback Machine.                                     |
| 1991 | Federico Mayor Zaragoza · (director general de la Unesco)                       | Missatge de Federico MAYOR, Dia Mundial del Teatre de 1991 Arxivat 2014-03-24 a Wayback Machine. |
| 1990 | Kiril Lavrov                                                                    | Missatge de Kirill LAVROV, Dia Mundial del Teatre de 1990 Arxivat 2014-03-24 a Wayback Machine. |
| 1989 | Martin Esslin                                                                   | Missatge de Martin ESSLIN, Dia Mundial del Teatre de 1989 Arxivat 2014-03-24 a Wayback Machine. |
| 1988 | Peter Brook                                                                     | Missatge de Peter BROOK, Dia Mundial del Teatre de 1988 Arxivat 2014-03-24 a Wayback Machine. |
| 1987 | Antonio Gala                                                                    | Missatge d'Antonio GALA, Dia Mundial del Teatre de 1987 Arxivat 2014-03-24 a Wayback Machine. |
| 1986 | Wole Soyinka                                                                    | Missatge de Wole SOYINKA, Dia Mundial del Teatre de 1986 Arxivat 2014-03-24 a Wayback Machine. |
| 1985 | André-Louis Perinetti                                                           | Missatge d'André-Louis PERINETTI, Dia Mundial del Teatre de 1985 Arxivat 2014-03-24 a Wayback Machine. |
| 1984 | Mijaíl Tsarev                                                                   | Missatge de Mikhaïl TSAREV, Dia Mundial del Teatre de 1984 Arxivat 2014-03-24 a Wayback Machine. |
| 1983 | Amadou Mahtar M'Bow                                                             | Missatge d'Amadou Mahtar M'BOW, Dia Mundial del Teatre de 1983 Arxivat 2014-03-24 a Wayback Machine. |
| 1982 | Lars Af Malmborg                                                                | Missatge de Lars Af MALMBORG, Dia Mundial del Teatre de 1982 Arxivat 2014-03-24 a Wayback Machine. |
| 1981 | Missatges nacionals                                                             | |
| 1980 | Janusz Warminski                                                                | Missatge de Janusz Warminski, Dia Mundial del Teatre de 1980 Arxivat 2014-03-24 a Wayback Machine. |
| 1979 | Missatges nacionals                                                             | |
| 1978 | Missatges nacionals                                                             | |
| 1977 | Radu Beligan                                                                    | Missatge de Radu BELIGAN, Dia Mundial del Teatre de 1977 Arxivat 2014-03-24 a Wayback Machine. |
| 1976 | Eugène Ionesco                                                                  | Missatge d'Eugène IONESCO, Dia Mundial del Teatre de 1976 Arxivat 2014-03-24 a Wayback Machine. |
| 1975 | Ellen Stewart                                                                   | Missatge d'Ellen STEWART, Dia Mundial del Teatre de 1975 Arxivat 2014-03-24 a Wayback Machine. |
| 1974 | Richard Burton                                                                  | Missatge de Richard BURTON, Dia Mundial del Teatre de 1974 Arxivat 2014-03-24 a Wayback Machine. |
| 1973 | Luchino Visconti                                                                | Missatge de Luchino VISCONTI, Dia Mundial del Teatre de 1973 Arxivat 2014-03-24 a Wayback Machine. |
| 1972 | Maurice Bejart                                                                  | Missatge de Maurice BEJART, Dia Mundial del Teatre de 1972 Arxivat 2014-03-24 a Wayback Machine. |
| 1971 | Pablo Neruda                                                                    | Missatge de Pablo NERUDA, Dia Mundial del Teatre de 1971 Arxivat 2014-03-24 a Wayback Machine. |
| 1970 | Dmitri Shostakóvich                                                             | Missatge de Dimitri CHOSTAKOVITCH, Dia Mundial del Teatre de 1970 Arxivat 2014-03-24 a Wayback Machine. |
| 1969 | Peter Brook                                                                     | Missatge de Peter BROOK, Dia Mundial del Teatre de 1969 Arxivat 2014-03-24 a Wayback Machine. |
| 1968 | Miguel Angel Asturias                                                           | Missatge de Miguel Angel ASTURIAS, Dia Mundial del Teatre de 1968 Arxivat 2014-03-24 a Wayback Machine. |
| 1967 | Hélène Weigel                                                                   | Missatge d'Hélène WEIGEL, Dia Mundial del Teatre de 1967 Arxivat 2014-03-24 a Wayback Machine. |
| 1966 | René Maheu, Director General UNESCO                                             | Missatge de René Maheu, Dia Mundial del Teatre de 1966 Arxivat 2014-03-24 a Wayback Machine. |
| 1965 | Anònim                                                                          | Anònim |
| 1964 | Laurence Olivier & · Jean-Louis Barrault                                        | Missatge de Laurence Olivier & Jean-Louis BARRAULT, Dia Mundial del Teatre de 1964 Arxivat 2014-03-24 a Wayback Machine. |
| 1963 | Arthur Miller                                                                   | Missatge d'Arthur MILLER, Dia Mundial del Teatre de 1963 Arxivat 2016-03-04 a Wayback Machine. |
| 1962 | Jean Cocteau                                                                    | Missatge de Jean Cocteau, Dia Mundial del Teatre de 1962 Arxivat 2013-03-14 a Wayback Machine. |